# Pāshā Beyg
Pāshā Beyg (persiska: پاشا بیگ) är en ort i Iran.   Den ligger i provinsen Östazarbaijan, i den nordvästra delen av landet, 500 km väster om huvudstaden Teheran. Pāshā Beyg ligger 1 709 meter över havet och antalet invånare är 347.
Terrängen runt Pāshā Beyg är platt söderut, men norrut är den kuperad. Pāshā Beyg ligger nere i en dal. Runt Pāshā Beyg är det ganska glesbefolkat, med 22 invånare per kvadratkilometer. Närmaste större samhälle är Kharājū, 18,0 km sydväst om Pāshā Beyg. Trakten runt Pāshā Beyg består i huvudsak av gräsmarker.